# Cassandre Manet
Cassandre Manet, est une actrice française, née le 26 décembre 1979 à Laval (Mayenne).

## Biographie
Elle a grandi dans le village médiéval de Sainte-Suzanne, puis à Bouère. Elle intègre le lycée Douanier-Rousseau à Laval, où elle étudie la peinture, les arts plastiques, et suit l’enseignement Histoire de l'art et théâtre de Dany Porché. Elle intègre ensuite le Cours Florent à Paris dont elle sort en 2002 promue par les révélations du premier Prix Olga Horstig, qui distingue les meilleurs élèves de l’école.
Elle est alors choisie comme interprète du personnage Lara Cordier, dans la série française produite par Telfrance : Les Cordier, juge et flic puis Commissaire Cordier. Elle tourne avec plus d'une quinzaine de réalisateurs, dont Henry Helman, Michaël Perrotta, Michaëla Watteaux, Bertrand Van Effenterre, Éric Summer, Gilles Béhat et Alain Tasma.
Sur les scènes nationales théâtrales des Pays de la Loire, elle interprète le personnage d'Amanda dans Marcia Hesse, pièce contemporaine de Fabrice Melquiot, mise en scène par Virginie Fouchault du Théâtre d'Air. Elle joue au Studio International aux côtés de Mélanie Thierry dans A day in the life of Paris dirigé par Judith Malina, Brad Burgess et Tom Walker du Living Theatre. Elle travaille avec plusieurs compagnies parisiennes pour des créations de théâtre et de danse contemporaine.
Elle tourne dans La Consultation, court-métrage de Frédérick Vin avec Jeanne Cherhal et Yannick Soulier, et sélectionné à la Semaine de la Critique pour le Festival de Cannes 2008 et diffusé sur Canal +. Elle interprète Cressida dans le film super 8/noir et blanc As True As Troilus, fable poétique et musicale de la réalisatrice franco-australienne Jayne Amara Ross. Le film projeté lors des concerts du groupe Farewell Poetry reçoit plusieurs prix en festival.
En 2012 elle interprète Leva, un des personnages principaux du long-métrage "One O One" de Franck Guérin, couronné d’une sélection officielle au Taipei Film Festival et au festival Ciné-Franco de Toronto. Le réalisateur lui propose d'incarner Alice dans son court-métrage Alice Island avec Jérôme Attal diffusé en 2014 sur Arte.
En 2014, Cassandre Manet devient la marraine du festival Les Reflets du Cinéma créé par Atmosphères 53. Elle en est à nouveau la marraine pour l'édition 2015.

### Formation
- Enseignement d’Expression Corporelle et Dramatique / Histoire de l'Art / Arts plastiques / Littérature.[réf. nécessaire]
- Cours Florent / François Florent - Émilie Deleuze - Francis Huster - Vincent Lindon. Living Theater / Judith Malina[réf. nécessaire]

## Filmographie

### Cinéma

#### Long métrage
- 2012 : One O One - Franck Guérin - Kanibal Film Distribution - Leva.

#### Courts métrages
- 2020 :  Personne ne manque - Franck Guérin - Suzanne
- 2014 :  Au Revoir Joseph - Julia Pello - Eva
- 2014 : Alice Island  - Franck Guérin - Gulliver Production - ARTE - Alice
- 2013 : Lucy from Paris - Stéphanie Varela - IDpix Production - Violette
- 2009 : As true as troilus -  Jayne Amara Ross - Gizeh Records - Cressida.
- 2007 : La Consultation - Frederick Vin - Hurricane Production - Avec Jeanne Cherhal et Yannick Soulier - Solange.
- 2005 : Chargé - Pierre Denis- Filmigood Production - Lola.
- 2003 : Something mustbreak - Julien Favre - Émy.

### Télévision
- 2016 : Alice Nevers, le juge est une femme - Julien Zidi - TF1
- 2015 : Le grand roman de l'Homme - Emmanuel Leconte et Franck Guérin - Doc en Stock - ARTE
- 2014 : Section de Recherches- Didier Delaitre - Auteurs Associés - TF1
- 2013 :  Alias Caracalla (téléfilm) - Alain Tasma - France 3 et ARTE - Siècle Production
- 2004-2007 : Commissaire Cordier - Avec Pierre Mondy et Guillaume de Tonquédec - Boxeur de Lune Production - Lara Cordier :
- 2005 : Un Crime Parfait.
- 2005 : Poudre aux yeux.
- 2005 : Rapport d'expertise.
- 2006 : Toutes peines confondues.
- 2006 : Haute sécurité.
- 2006 : Témoins à abattre.
- 2006 : Grain de sel.
- 2007 : Cœur solitaire.
- 2007 : Scoop mortel.
- 2007 : Attaque au fer.
- 2008 : Classe tout risque.
- 2002-2004 : Les Cordier, juge et flic- Avec Pierre Mondy et Bruno Madinier - Telfrance Production - Lara Cordier :
- 2002 : Copie conforme.
- 2003 : Raison d'État.
- 2003 : Le chien de Charlotte.
- 2004 : Liens de Sang
- 2004 : Cas d'école.
- 2004 : Délit de fuite.
- 2001 : La Vie des animaux- Arte Production - L’amoureuse.

### Clips
- 2013 : Au bord de la mer - Pascal Mono - NDH music - Réalisation : Franck Guérin
- 2013 : Gallery - Employee of the Year -  Label Take The Records and Run - Réalisation : Fred Fiol
- 2013 : Je ne me souviens plus du monde sans toi - Mike Ibrahim - Mercury/Universal Music - Réalisation Mike Ibrahim
- 2012 : Tender - Stuck In The Sound - Labels It's Record/Discograph - Réalisation : Jalil Lespert
- 2010 : As true as Troilus - Farewell Poetry - Label Gizeh Records - Réalisation : Jayne Amara Ross

## Théâtre
- 2012 : Out Put 5 - Danse Théâtre - Monica Ly.
- 2011 : Sora, une arche, un destin - No Yon Kwon - Sora.
- 2011 : A day in the life in Paris - Judith Malina, Tom Wlaker et Brad Burgess.
- 2010 : Marcia Hesse de Fabrice Melquiot - Virginie Fouchault - Amanda Suter.
- 2010 : Est-ce ainsi que les Hommes s'aiment ? - Théâtre Danse - Maxime Franzetti.
- 2009 : Agapanthe - Opéra-rock - Joel Cavalier et Claude Marty - Aimée.
- 2008 : Histoire d'âmes - de Lilian Lloyd - Cassandre Manet, Benjamin Ling - Juliette.
- 2006 : Project 30 - Kena Cuesta.
- 2003 : Fast Forward - Danse Théâtre - Monica Ly.
- 2001 : Accords perdus -  Georges Bécot.
- 1999 : Dimanche - Michel Deutsch - Dany Porché - Ginette.
- 1998 : Le Cercle de craie caucasien - Didier Lastère - Groucha.

## Doublage
- 2015 : Jane the Virgin : Rôle récurrent: Frankie
- 2014 : Major Crimes
- 2013 : Suburgatory.
- 2013 : The Listener.
- 2013 :  Girls
- 2013 : Vampire Diaries.
- 2013 : The Closer : L.A. enquêtes prioritaires.

### Voix off
- 2011 : Sainte-Suzanne, belle et rebelle - Médiéville 53 et Prisma prod.
- 2012 : Le Dormeur du Val - Lucas Stoll (Prix de la meilleure image au festival Ciné Poche)